# 鹿浜橋出入口
鹿浜橋出入口（しかはまばしでいりぐち）は、東京都足立区にある首都高速道路川口線の出入口である。川口ジャンクション方面からの出口はなく、隣接する東領家出口とセットでフルインターチェンジとすることができるスリークォーターインターチェンジとなっている。

## 接続する道路

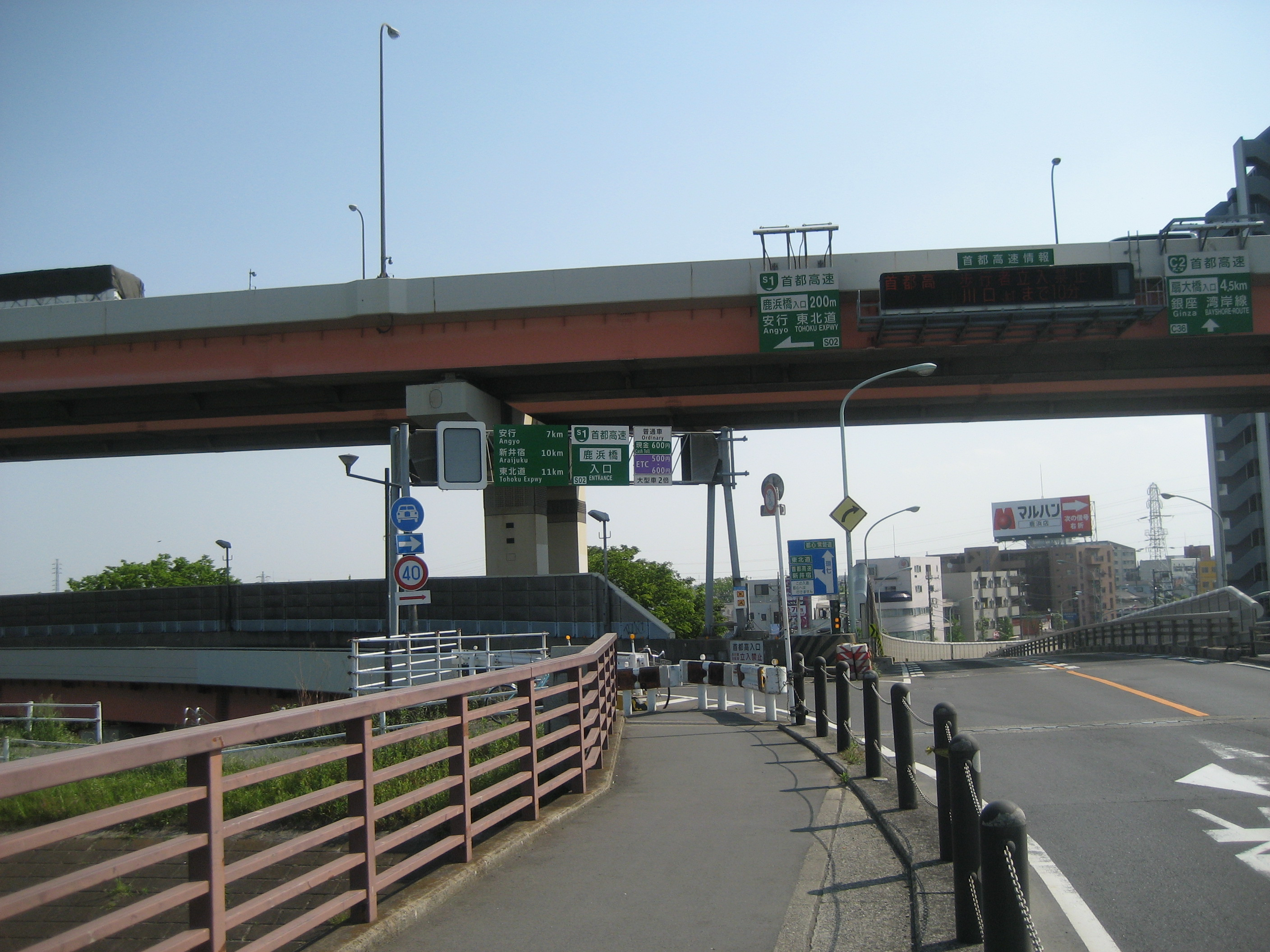
環七通り側の入口

- 東京都道・埼玉県道107号東京川口線
- 東京都道318号環状七号線

## 周辺
- 荒川
- 鹿浜橋

## 隣
首都高速川口線
江北JCT - (S01,S02)鹿浜橋出入口 - (S04)東領家出口